# Jeliu Jelev
Jeliu Jelev (în bulgară Желю Митев Желев), (n. 3 martie 1935, Veselinovo, Smeadovo, Șumen, Bulgaria – d. 30 ianuarie 2015, Sofia, Bulgaria) a fost Președintele Bulgariei, ales de Parlament pe 1 august 1990 și reales prin vot direct de către popor la 22 ianuarie 1992, până pe 22 ianuarie 1997.
A fost membru al Partidului Comunist Bulgar, exclus din partid în 1965 pentru convingerile sale politice. Timp de șase ani nu s-a putut angaja în nicio slujbă.
În 1982 publică cartea sa Fascismul (Фашизмът) de fapt o critică dură la adresa regimului comunist. La trei săptămâni de la publicare cartea este interzisă.